# Thế Bình
Thế Bình (5 tháng 9 năm 1955 – 5 tháng 9 năm 2021) là một trung tá, diễn viên truyền hình, diễn viên kịch người Việt Nam. Ông là diễn viên thuộc Đoàn Kịch nói Công an nhân dân và được phong danh hiệu Nghệ sĩ ưu tú.

## Tiểu sử
Thế Bình tên đầy đủ là Hoàng Thế Bình, sinh ngày 5 tháng 9 năm 1955, tại Thái Bình. Trước khi về Đoàn kịch Công an nhân dân, NSƯT Thế Bình là diễn viên của Đoàn kịch Tổng cục Chính trị. Đến với sân khấu kịch từ năm 1973, đến nay, ông đã có hai huy chương vàng, một số huy chương bạc trong các kỳ hội diễn sân khấu; Huy chương vì sự nghiệp sân khấu... Bên cạnh đó, ông cũng khá thành công khi tham gia điện ảnh, truyền hình.

## Phim đã tham gia
| Năm  | Tác phẩm                   | Vai diễn         | Đạo diễn                                                   | Kênh       | Nguồn |
| ---- | -------------------------- | ---------------- | ---------------------------------------------------------- | ---------- | ----- |
| 1998 | Giá của hạnh phúc          |                  | Nguyễn Hinh Anh                                            | VTV3       |       |
| 1998 | Bên kia sông               |                  | Cao Mạnh                                                   | H1         |       |
| 1998 | Chuyện làng Nhô            |                  | Đặng Lưu Việt Bảo                                          | VTV3       |       |
| 1998 | Trái tim phiêu bạt         |                  | Phương Dung                                                | H1         |       |
| 1999 | Cha và con                 |                  | Trần Hoài Sơn                                              | VTV3       |       |
| 1999 | Bi kịch màu trắng          |                  | Cao Mạnh                                                   | H          |       |
| 1999 | Dòng sông lô vẫn trôi      | Trung (chồng Lê) | Nguyễn Hinh Anh                                            | VTV1       |       |
| 2001 | Chàng Trần Cung đi cấp cứu |                  | Mạc Văn Chung                                              | VTV3       |       |
| 2001 | Tiếng gọi nơi xa thẳm      | Trưởng khoa      | Mạc Văn Chung                                              | VTV3       |       |
| 2001 | Phía trước là bầu trời     |                  | Đỗ Thanh Hải                                               | VTV3       |       |
| 2002 | Cổ cồn trắng               |                  | Trần Hoài Sơn                                              | VTV3       |       |
| 2003 | Người trong vở diễn xưa    |                  | Mạc Văn Chung                                              | VTV1       |       |
| 2003 | To nhất làng               |                  | Nguyễn Anh Tuấn                                            | VTV3       |       |
| 2004 | Lấy vợ cho sếp             | Ngọc Duơng       | Nguyễn Anh Tuấn                                            | VTV3       |       |
| 2006 | Chạy án                    | Minh             | Vũ Hồng Sơn                                                | VTV1       |       |
| 2006 | Cõi thiêng của Huyền       |                  |                                                            | VTV3       |       |
| 2008 | Hành trình bí ẩn           | Trung Tá Khang   | Nguyễn Tiến Dũng - Trần Trọng Khôi                         | VTV1       |       |
| 2010 | Dịch vụ gỡ rối từ A đến Z  |                  | Trần Chí Thành - Nguyễn Anh Tuấn                           | VTV3       |       |
| 2011 | Ngôi biệt thự màu tro lạnh | Hoàng Tuấn       | Bùi Huy Thuần - Bùi Quốc Việt                              | VTV1       |       |
| 2011 | Chủ tịch tỉnh              | Thạch            | Bùi Huy Thuần - Bùi Quốc Việt                              | VTV1       |       |
| 2013 | Hương ngọc lan             | Giám Đốc Tiến    | Nguyễn Đức Hiếu                                            | VTV3       |       |
| 2013 | Hoa nở trái mùa            | Bố Việt          | Nguyễn Khải Anh - Nguyễn Đức Hiếu                          | VTV3       |       |
| 2013 | Trái tim kiêu hãnh         | Ông Dũng         | Nguyễn Quốc Tuấn                                           | VTV6       |       |
| 2013 | Chỉ có thể là yêu          | Ông Quý          | Vũ Minh Trí                                                | VTV3       |       |
| 2014 | Hoa phượng trắng           |                  | Lưu Ngọc Hà                                                | VTV6       |       |
| 2014 | Hoa bay                    | Cục Trưởng       | Xuân Sơn - Đăng Khoa                                       | HTV9       |       |
| 2016 | Điều bí mật                | Ông Hải          | Mai Hồng Phong                                             | VTV3       |       |
| 2017 | Giao mùa                   | Bố Loan          | Trần Hoài Sơn                                              | VTV1       |       |
| 2018 | Tình khúc bạch dương       | Giám đốc Sơn     | NSƯT Vũ Trường Khoa, NSƯT Nguyễn Mai Hiền, Nguyễn Đức Hiếu | VTV1       |       |
| 2018 | Quỳnh búp bê               |                  | Mai Hồng Phong                                             | VTV1, VTV3 |       |
| 2019 | Người giữ lửa              |                  | Bùi Huy Thuần                                              | VTV8       |       |

## Qua đời
NSƯT Thế Bình qua đời vào ngày 5 tháng 9 năm 2021 sau một thời gian lâm bệnh nặng, hưởng thọ 66 tuổi. Lễ tang được tổ chức tại Nhà tang lễ Cầu Giấy, sau đó hỏa táng tại Đài hoá thân Hoàn Vũ, Hà Nội.